# Kono (distrito)
Kono é uma distrito da Serra Leoa localizado na província Eastern. Sua capital é a cidade de Koidu.